# Valentina Prudskova
Valentina Prudskova (n. 27 decembrie 1938, Yershov⁠(d), RSFS Rusă, URSS – d. 23 august 2020, Saratov, Saratov, Rusia) a fost o scrimeră rusă, medaliată olimpică. A participat la 2 ediții ale Jocurilor Olimpice (1960, 1964) în care a câștigat o medalie de aur și o medalie de argint.